# Apochrysa montrouzieri
Apochrysa montrouzieri är en insektsart som först beskrevs av Girard 1862.  Apochrysa montrouzieri ingår i släktet Apochrysa och familjen guldögonsländor. Inga underarter finns listade i Catalogue of Life.